# Пионер (фабрика)
Фабрика детской игрушки «Пионер» — предприятие по изготовлению игрушек для детей, основанное в Новосибирске в 1941 году.

## История
Фабрика была основана в 1941 году на базе мастерской детских игрушек.
В период Великой Отечественной войны выпускала изделия для фронта: лыжные крепления, варежки, телогрейки, ватные брюки. Фабрика была под управлением Министерства легкой промышленности РСФСР.

## Продукция
Ассортимент неоднократно изменялся, предприятие производило игрушки из фольги, дерева, полиэтилена и т. д.
Был налажен выпуск реабилитационных изделий для детей.
По данным на 2000 год фабрика производила до 80 моделей мягконабивных игрушек и 100 моделей кукол.

## Руководители
- Марков (1939—1941);
- М. Я. Купцов (1950—1954);
- Чуркин (1955—1957);
- Г. П. Полиенов (1957—1973);
- С. П. Кардюков (1973—1984);
- В. Ф. Мамонтов (1984—1985)
- В. П. Плаксин.